# باندو (منطقه کانتو)

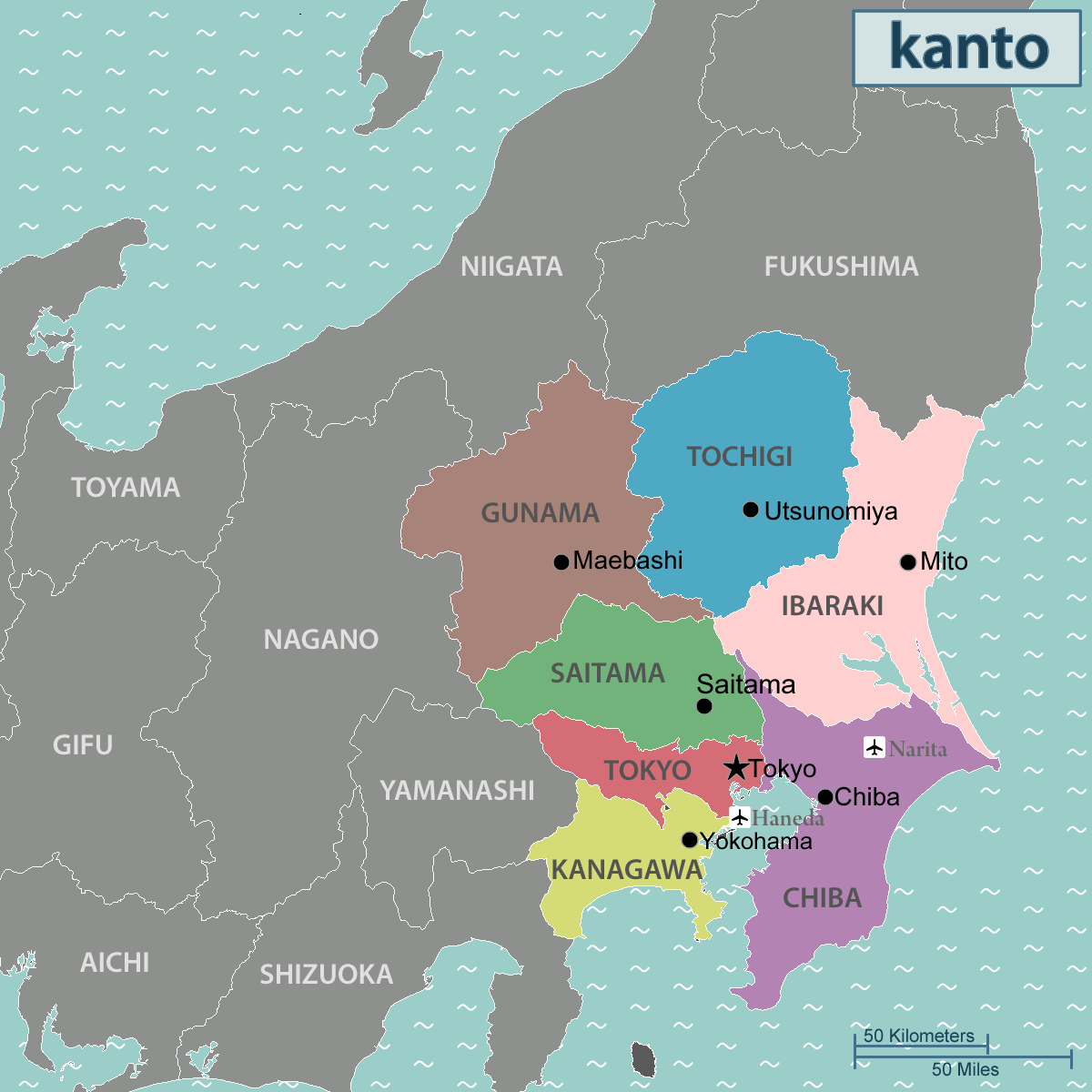

توگوکو (به ژاپنی: 坂東 とう‐ごく)، باندو (به ژاپنی: 坂東 ばんどう) یا آتزوماکونی (به ژاپنی: 東国 あづまのくに) امروزه با منطقه کانتو مطابقت دارد. باندو نام منطقه‌ای است که از دوران باستان تا قرون وسطی و اوایل دوران مدرن وجود داشته است و به منطقه‌ای اطلاق می‌شود که تقریباً مشابه پایتخت کنونی منطقه کانتو و شش استان است.

## ریشه‌شناسی باندو
«ساکا» (坂) به معنای شیبی است که از گردنه کوه پایین می‌آید و به شیبی اطلاق می‌شود که هنگام ورود به دشت کانتو از ناحیه غرب از گردنه کوه پایین می‌آید.
دشت کانتو که در سمت غرب توسط کوه‌ها احاطه شده است، از سه مکان قابل دسترسی است: گذرگاه آشیگارا، گذرگاه کوبوتسو و گذرگاه اوسوی به معنی شرق تپه.
① ولایت ساگامی (استان کاناگاوا فعلی)
② ولایت موساشی (موساشی کنونی): توکیو، استان سایتاما، استان کاناگاوا
③ ولایت آوا (در حال حاضر بخش جنوبی استان چیبا)
④ ولایت کازوسا (کازوسا کنونی، استان مرکزی چیبا)
⑤ ولایت شیموسا (استان شیموسا فعلی)، استان چیبا شمالی و استان ایباراکی جنوبی
⑥ ولایت هیتاچی (استان ایباراکی فعلی)
⑦ ولایت کوزوکه (در حال حاضر استان گونما)
⑧ ولایت شیموتسوکه (در حال حاضر استان توچیگی)

## باندو سامورایی
«باندو بوشی» یا «باندو بوشی»، «باندو» سامورایی‌هایی هستند که قلمرویی را در منطقه کانتوی کنونی تأسیس کردند
در دوره هی‌آن، زمانی که اوضاع کشور پایدار و صلح آمیز شد، خدمت سربازی توسط دربار امپراتوری لغو شد و تنها افرادی که برای محافظت از نظم عمومی محلی باقی ماندند، نیروهای نظامی سازماندهی شده توسط اربابان فئودال، معروف به کندی بودند. با این حال، در مناطق روستایی، دعوا و درگیری‌های کوچک اغلب رخ می‌دهد که امنیت را بدتر می‌کرد. دربار امپراتوری یک بار دیگر ارتش تشکیل داد، اما از آنجایی که برای حکومت بسیار کوچک بود، اربابان محلی قبایل و مردم را برای تثبیت نظم عمومی سازماندهی کردند و نیروی نظامی جدیدی به نام سامورایی ایجاد کردند پس از آن، سامورایی‌ها قدرت خود را تقویت کردند و در مرکز جامعه قرار گرفتند. در میان آنها، «باندو» لبه شرقی کنترل دربار یاماتو بود، و به ویژه، کانتوی شمالی امروزی منطقه مهمی است که در آن سوی مرز با ایزو (توهوکو) روبرو می‌شود و برای تجارت با ایزو مهم است. برای درک آسان، «کانتو سامورایی» نیز نامیده می‌شود.